# Nadace Divoké husy
Nadace Divoké husy je nevládní nezisková organizace, která podporuje projekty v sociální a zdravotní oblasti v České republice i zahraničí. Nadace byla v roce 1997 zřízena jako partnerská organizace holandské nadace Divoké husy ((nizozemsky) Wilde Ganzen).

## Grantové programy
- Benefice s Divokými husami – podpora benefičních programů, podporujících sociální a zdravotní projekty
- Malá Velká pomoc – podpora benefičních programů, organizovaných mládeží na podporu dětí a mládeže v rozvojových zemích
- Lety Divokých hus – kontinuální veřejná sbírka, jejíž výtěžek je každých 14 dní věnován jiné neziskové organizaci

## Projekt Change the Game
V rámci projektu Change the Game nabízejí lektoři Nadace Divoké Husy workshopy pro děti ze základních škol zaměřené na přiblížení životních podmínek v brazilském slumu. Webové stránky projektu nabízejí také pravidla několika her dětí ze slumu.

## Spolupráce
Nadace Divoké husy finančně spolupracuje s nizozemskou nadací Wilde Ganzen a organizací ICCO. Je také členem Fóra dárců a FoRS – Českého fóra pro rozvojovou spolupráci. Podílí se také na kampani Česko proti chudobě.